# Ренберг, Эльза Лаула
Э́льза Ла́ула Ре́нберг (швед. Elsa Laula Renberg; 29 ноября 1877, Швеция — 22 июля 1931, Брённёй, Норвегия) — саамская активистка, политик.

## Биография
Родилась 29 ноября 1877 года в семье оленеводов Ларса Томассона Лаула (Lars Thomasson Laula) и Кристины Жозефины Ларсдоттер (Kristina Josefina Larsdotter) и выросла вблизи посёлка Диканеса (Dikanäs). После получения в Стокгольме специальности акушерки, вернулась в родной посёлок.
В 1908 году вышла замуж за оленевода Томаса Ренберга (Thomas Renberg) с которым переселилась в коммуну Вефсн, в фюльке Нурланн, в Норвегии и родила шестерых детей.
В 1904 году написала и опубликовала на шведском языке памфлет «Infor lif eller död? Sanningsord i de Lappska förhållandena» («Сталкиваемся мы с жизнью или смертью? Слова правды о саамской ситуации»), что сделало её первой саамской женщиной, опубликовавшей собственное сочинение. В работе затрагивались актуальные для саамов вопросы образования, права голоса, владения землёй, что пробудило политическую и социальную активность саамского населения.
Эльза Лаула Ренберг инициировала большую саамскую встречу, состоявшуюся в Трондхейме 6 февраля 1917 года, дня в который в настоящее время отмечается Международный день саамов.
19-я Саамская конференция выступила с предложением сделать день рождения Эльзы Лаулы Ренберг днём саамского флага и направила вопрос в комитет по национальным саамским символам. В июне 2015 года Комитет рассмотрел (§18) этот вопрос, постановив: «Комитет постановил предложить Саамскому парламентскому совету и Союзу саамов назначить день рождения Эльзы Лаулы Ренберг официальным днем саамского флага. В связи с этим комитет подготовит вопрос , чтобы предложение по решению было представлено Союзу саамов и Саамскому парламентскому совету.». Состоявшаяся 11 февраля 2017 года 21-я Саамская конференция приняла решение назначить день рождения Эльзы Лаулы Ренберг 29 ноября официальным Днём саамского флага. В этот день, начиная с 2017 года, должны подниматься саамские флаги.